# Upplands runinskrifter 504
Upplands runinskrifter 504 är en runsten som står på Malmby gravfält i Ubby, Närtuna socken och Norrtälje kommun i Uppland.

## Stenen
Stenen ristades kring år 1000 efter Kristi födelse. Materialet består av grå gnejs, höjden är 1,88 meter och bredden 0,85 meter. Ristningens höjd är 1,57 meter och bredden är 0,63 meter. Ytan är någorlunda jämn. Ristningen är utförd med fina, smala linjer och troligen av runmästaren Gunnar som även antas ha skapat U 502.
Upptill är ristningen dekorerad med ett enkelt kors. Där har ett stycke av stenen, med en del av korset, gått av och försvunnit. Inskriften är placerad i ett enkelt runband utan ornamental utsmyckning. Den bildar i sin helhet en oval figur som följer stenens form. För att ge tillräckligt med plats åt texten har runbandet böjts uppåt i en inre båge som löper parallellt med den yttre. Det utgör på så sätt en sammanhängande sluten krets och som är helt fylld av runor. Inskriften börjar, som vanligt, nedtill på vänster sida och slutar på samma plats. 
Stenen står på Malmby gravfält som har cirka 25 fornlämningar. Dessa består av fyra högar, cirka arton runda stensättningar, en skeppsformig stensättning, runstenen och en källa. Dessa fornminnen är delvis övertorvade och överväxta. Nedanför kullens krön på södra sidan finnas tre runda gravkullar i rad och lite nedanför den östligaste ligger källan Slems öga.
Åsgöt har uppenbarligen deltagit i vikingatåg eller köpmansfärder både i västerled till England och österut till Grekland. Han har återvänt från sina färder och sedan dött därhemma. Runstenen står på sin ursprungliga plats. Vid närbelägna Malmby står en annan sten, U 503, som sönerna rest senare till minne efter Kättilfast.

## Inskriften
Runsvenska: + kitil x fastr x risti x stin + þina x iftiR x askut x faþur + sin x saR x uas x uistr x uk x ustr + kuþ ialbi x as x salu
Normaliserad: Kætilƒastr ræisti stæin þenna æƒtiR Asgaut, ƒaður sinn. SaR vas vestr ok austr. Guð hialpi hans salu.
Nusvenska: Kättilfast reste denna sten efter Åsgöt, sin fader. Som var västerut och österut. Gud hjälpe hans själ.

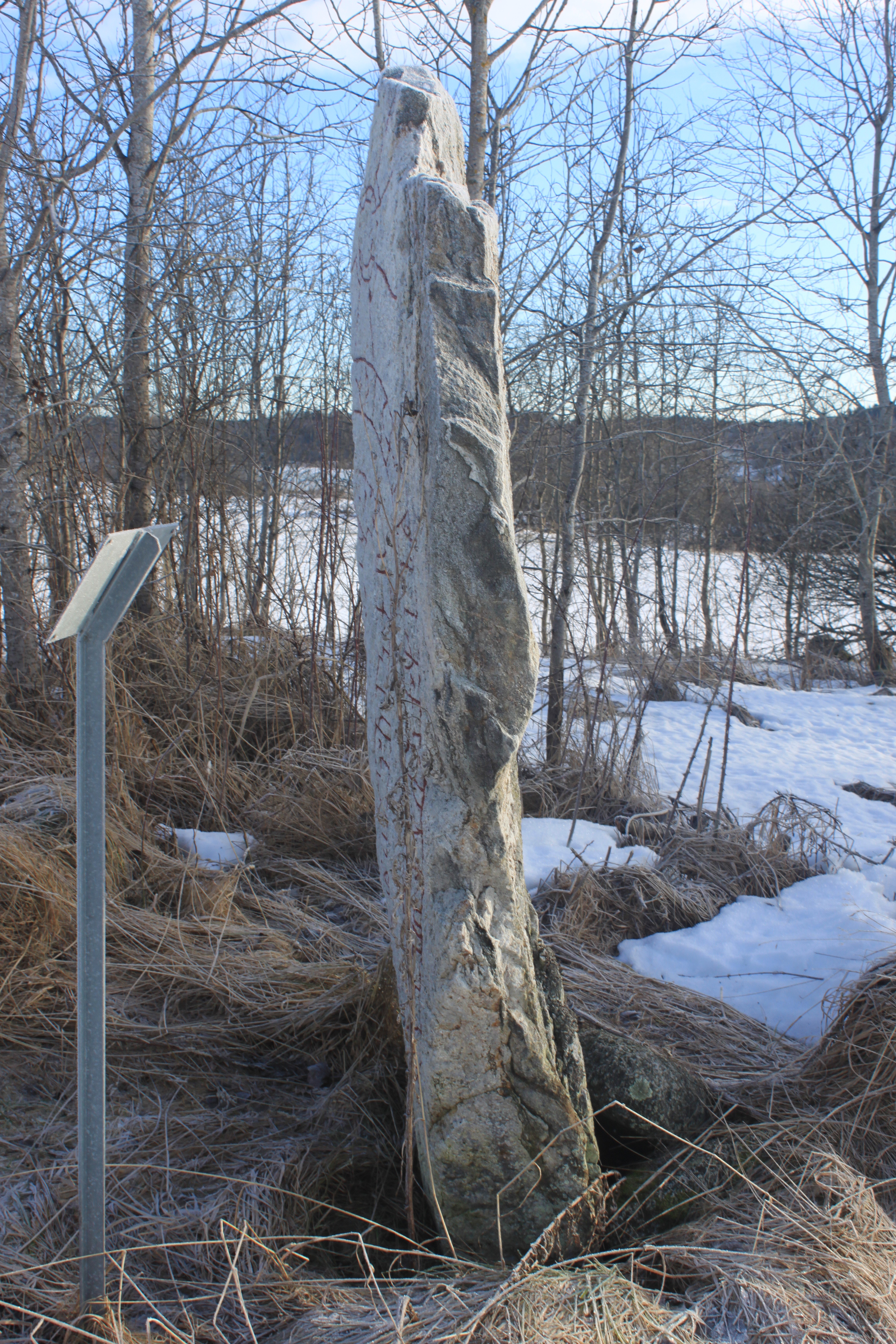
U 504 på Malmby gravfält